# Голем (Круя)
 Тази статия е за последния властел на Арбанон.  За съществото от еврейския фолклор вижте Голем.  
Голем (на гръцки: Γουλάμος/Goulamos, ок. 1252–56) е последният независим владетел на Арбанон. 
Женен е за дъщерята на Григор Камона и Комнина Неманя и по този начин се легитимира във властта.
Голем, заедно с Теодор Петралифас, е първоначално на страната на Михаил II Комнин в епирско-никейското противоборство на византийското наследство, но впоследствие преминава в лагера на Йоан Ватаци.
За последно се споменава в историческите източници в 1256 г. от Георги Акрополит - Голем е в Драч на среща на властелите.
Голем е последният известен владетел на Арбанон с център Круя. Вероятно постфактум владението му влиза в границите на кралство Албания, начело на което е вече Карл I Анжуйски.